# 布拉戈達特涅 (塔魯季涅區)
46°27′2″N 29°12′58″E / 46.45056°N 29.21611°E
布拉霍達特內（烏克蘭語：Благодатне）是位於烏克蘭西南部的村莊，由敖德萨州博爾赫拉德區的博羅迪諾市鎮負責管轄。該村始建於1912年，面積0.27平方公里，海拔高度58米，2001年人口38，人口密度每平方公里140.74人。